# Saint-Stail
Saint-Stail è un comune francese di 77 abitanti situato nel dipartimento dei Vosgi nella regione del Grand Est.

## Società

### Evoluzione demografica
Abitanti censiti